# در خیابانی که تو زندگی می‌کنی
در خیابانی که تو هستی (به انگلیسی: On The Street Where You Live) رمانی است از مری هیگینز کلارک (با نام اصلیِ Mary Theresa Eleanor Higgins) که از خانواده‌ای ایرلندی در نیویورک متولد شده‌است. این کتاب در سال ۲۰۰۱ توسط انتشارات سایمون و شوستر انتشار یافت.

## ماجرای داستان
داستان کتاب ماجرای دلمشغولی‌های زن جوانی است که از دو قتلی که کاملاً به یکدیگر مربوط هستند، متحیر و آشفته شده‌است. قتل‌هایی که ۱۱۰ سال بین آنها فاصله است. امیلی گراهام که در پی یافتن اصل‌ونسب خویش است، خانهٔ اجدادی خود را در سواحل تاریخی نیوجرسی واقع در شهر اسپرینگ لِیک خریداری کرده‌است. او به‌خوبی می‌داند که خانواده‌اش آن را در سال ۱۸۹۲، بعد از ناپدیدشدن یکی از دختران جوان خانواده به نام مادلین شیپلی فروخته‌اند. اکنون، یک قرن بعد، در حال بازسازی خانه و کندن حیاط خانه برای ساخت یک استخر هستند. اسکلت زن جوانی از زیر خاک کشف می‌شود که در تحقیقات پلیس معلوم می‌شود متعلق به مارتا لارنس است که چهار سال پیش در همان شهر ناپدید شده بود. در دست این اسکلت، استخوان انگشت زن دیگری وجود دارد که هنوز حلقه‌ای در آن مانده؛ حلقه‌ای که جزو میراث یک شکل خانواده شیپلی است

در تلاش برای یافتن رابطه میان این قتل‌ها، امیلی به تهدیدی برای یک قاتل شرور و وحشت‌آفرین تبدیل می‌شود، قاتلی که درصدد است او را قربانی بعدی خود کند.

## الگوی نگارش کتاب
پیشتر و در معرفی نویسندهٔ کتاب گفته شد که الگو و سبک کاریِ او در نگارش برگرفته از سبک نوشتاری کتاب‌های آگاتا کریستی و شرلوک هلمز است. این شیوه از نگارش به تقریب در اغلب آثار نویسنده، از جمله همین کتابِ در خیابانی که تو هستی به‌خوبی مشهود است. نویسنده معماهایی پوچ و پیش‌پاافتاده را طرح نمی‌کند که نهایتاً بتوان گفت در چند پاراگراف یا حتی چند فصل رمزگشایی شوند. معماهای این کتاب پیگیر و مشغول کننده است. در شروع ماجراها او خطی را می‌کشد و با امتداددادن درست و جهت‌دار آن، خواننده را سرگرم و مشغول می‌کند و تا نتیجه‌گیری و اوج هیجان، این خواننده است که در التهاب و کشف اتفاقات پیش روست. قهرمانان کتاب هر یک برای خود شخصیت کاریزماتیک و قابل هضم دارند که به‌خوبی از طرف نویسنده تشریح شده‌است.

## ترجمهٔ فارسی
این کتاب در سال ۱۳۸۱ توسط نفیسه معتکف با عنوان در خیابانی که تو زندگی می‌کنی در ۴۱۰ صفحه به فارسی برگردانده شده‌است.